# Сарпинсько-Даванська улоговина
Сарпинсько-Даванська улоговина — одна з найбільших улоговин Прикаспійської низовини. Улоговина перетинає напівпустельний терен від верхів'їв Волго-Ахтубинської заплави уздовж Ергенів у південному меридіональному напрямку, а потім, розпадаючись на гирла, змінює напрямок на південно-східний. На межі поширення Верхньохвалинського моря гирла улоговини закінчуються в лиманах і тільки одна улоговина — Даван — прямує на південний схід, де втрачається в пісках на широті Астрахані. У північній частині терену прямує ланцюжок дрібних, майже прісних Сарпинських озер, у південній частині чергуються лимани і солончаки, розмежовані беровськими буграми
Дно Сарпинсько-Даванської улоговини пласке і знижене по відношенню до навколишнього поверхні на 4—8 м. Ширина балки варіює від 1 до 8 км .
Сарпинсько-Даванська улоговина має надтонкий шар алювію, що не перевищує 2—3 м. Проте у північній частині, там, де улоговина проходить безпосередньо вздовж схилу Ергенів, вона засипана алювієм, який приносять сюди водотоки балок, що розсікають Ергені. Алювій у вигляді конусів виносу перегороджує улоговину і створює замкнуті зниження, на місці яких розташувалися дрібні, пересихаючі озера та солончаки

## Утворення
Сарпинсько-Даванська улоговина, як і інші улоговини, широко поширені у Північному Прикаспії, створена потоками, які з'явилися відразу після відступу з цієї території Нижньохвалинського моря. Джерелом їх живлення служили річки, що текли з півночі Східно-Європейської рівнини слідом за відступаючим морем.
М. М. Жуков вважав, що Сарпинсько-Даванська улоговина була древнім річищем Волги, яка впадала в Каспійське море у місці впадіння річки Куми у Каспій . Надалі, на думку автора, русло Волги мігрувало (перемістилося) на схід і зайняло сучасне становище. Однак це припущення не підтверджується геологічними фактами. Якби русло Волги відступало на схід, то на Волго-Сарпинському вододілі мають бути сліди міграції, зокрема річковий алювій (пісок). Але алювіальні піски відсутні, хоча є піщані ділянки з піщаними буграми на схід від озера Сарпа (Волгоградської області) і на схід від Галгоя в тій же області, швидше за все вони є відкладенням цього древнього водотоку. Початок улоговини, де вона відходить від русла Волги, знаходиться у районі хуторів Віновка і Латошинка і найпівнічнішого мікрорайону Волгограда у вигляді напівкруглого зниження рельєфу і тягнеться вузькою смугою уздовж правого берега Волги. Далі, після того як Волга робить свій різкий поворот на схід, прямує степом то вузькою, то широкою смугою до гирла річки Куми.
На думку  М. В. Карандєєвої, Сарпинсько-Даванська улоговина була не провідним річищем Волги, а одним з її гирл. Згодом, коли Волга поглибила своє русло, Сарпинсько-Даванська улоговина втратила основне джерело свого живлення і продовжувала існувати тільки за рахунок приток, що прямують з Ергенів.